# سمندر جویباری ایران
سمندر جویباری ایران (نام علمی: Paradactylodon persicus) گونه‌ای سمندر از خانواده سمندران آسیایی است. تاکنون فقط این گونه از جویبارهای مناطق کوهستانی آمل و توسط یک دبیر زیست شناسی در سال ۱۳۶۴ جمع آوری شده است. این گونه از سمندر را می‌توان در ایران و گاه آذربایجان یافت کرد. زیستگاه طبیعی این جانور، رودخانه‌ها، صخره‌های آهکی و غارها می‌باشد. همچنین محل‌های سکونت آن‌ها رو به نابودی است.